# Графа Олександр Іванович
Олекса́ндр Іва́нович Графа (13 грудня 1965 — 29 серпня 2014) — старший лейтенант (посмертно) Збройних сил України.

## Короткий життєпис
Народився 1965 року в смт Широке (Широківський район, Дніпропетровська область).
Мобілізований у квітні 2014-го, командир протитанкового взводу, 93-тя окрема механізована бригада. Після бойового злагоджування ніс службу на блокпосту біля Новоекономічного, вночі проти 19 травня відбулося перше боєзіткнення, 1 терорист загинув, 2 поранені.
Під час оточення підрозділу в Іловайську тримали оборону у шкільному підвалі. Загинув під Іловайськом під час прориву з оточення «зеленим коридором» 29 серпня 2014-го. Згідно з однією із версій, авто, у якому переміщався лейтенант, підірвалося на міні, Олександр відмовився від евакуації.
Похований із військовими почестями як тимчасово невстановлений захисник України.
Ідентифікований за експертизою ДНК, перепохований у смт Широке.

## Нагороди та вшанування
За особисту мужність і героїзм, виявлені у захисті державного суверенітету та територіальної цілісності України, вірність військовій присязі під час російсько-української війни, відзначений — нагороджений
- 25 листопада 2015 року — орденом Богдана Хмельницького III ступеня (посмертно)[1]
- Його портрет розміщений на меморіалі «Стіна пам'яті полеглих за Україну» у Києві: секція 3, ряд 5, місце 39
- Вшановується 29 серпня на щоденному ранковому церемоніалі вшанування українських захисників, які загинули цього дня у різні роки внаслідок російської збройної агресії[2]